# Alt det jeg ville have sagt
Alt det jeg ville have sagt er debutalbummet af den danske popsanger og X Factor-deltager Basim, der udkom den 13. oktober 2008 på Universal Music. Albummet modtog i december 2008 guld for 15.000 solgte eksemplarer. Alt det jeg ville have sagt blev genudgivet i en Speciel Edition den 30. marts 2009, som indeholder to nye versioner af singlen "Baby, jeg savner dig".
Førstesinglen, titelnummeret "Alt det jeg ville have sagt", udkom den 11. august 2008. Sangen er skrevet af Peter Smith, der oprindeligt indspillede sangen under titlen "Alt jeg ville have sagt" i 1990.

## Spor
| #   | Titel                            | Sangskriver(e)                                                                     | Producer(e)                      | Længde |
| --- | -------------------------------- | ---------------------------------------------------------------------------------- | -------------------------------- | ------ |
| 1.  | "Forskellige verdner"            | Remee, Chief 1, Basim                                                              | Chief 1                          | 3:39   |
| 2.  | "Alt det jeg ville have sagt"    | Peter Smith                                                                        | Chief 1                          | 3:09   |
| 3.  | "Jeg vil"                        | Louis Winding, Stefan Hoffenberg, Joachim Schaarup-Jensen, Thorbjørn Fessel, Basim | Louis Winding, Stefan Hoffenberg | 4:05   |
| 4.  | "Større end dig og mig"          | Basim, Chief 1, N.R.                                                               | Chief 1                          | 3:44   |
| 5.  | "Mangler ord"                    | Basim, Chief 1, N.R.                                                               | Chief 1                          | 3:28   |
| 6.  | "Mod resten af verden"           | Chief 1, Basim                                                                     | Chief 1                          | 3:37   |
| 7.  | "En sensommermorgen"             | Chief 1, Basim                                                                     | Chief 1                          | 3:35   |
| 8.  | "Baby, jeg savner dig"           | Carsten Mortensen, Medina Valbak, Basim                                            | Mintman                          | 4:24   |
| 9.  | "Tag med mig"                    | Burhan Genc, Sarah West, Basim                                                     | Burhan G                         | 4:10   |
| 10. | "Når der regner"                 | Chief 1, Basim                                                                     | Chief 1                          | 4:55   |
| 11. | "Glor på vinduer"                | Anne Linnet                                                                        | Chief 1                          | 2:44   |
| 12. | "Himlen har alt for mange engle" | Chief 1, Basim                                                                     | Chief 1                          | 3:59   |

### Special Edition
| #   | Titel                                                | Sangskriver(e)                          | Producer(e) |
| --- | ---------------------------------------------------- | --------------------------------------- | ----------- |
| 13. | "Baby, jeg savner dig" (radio edit)                  | Carsten Mortensen, Medina Valbak, Basim | Mintman     |
| 14. | "Baby, jeg savner dig" (Svenstrup & Vendelboe remix) | Carsten Mortensen, Medina Valbak, Basim | Mintman     |

## Hitlister og certificeringer
| Hitliste (2008) | Højeste placering |
| --------------- | ----------------- |
| Danmark         | 8                 |

| Land (Organisation) | Certificering |
| ------------------- | ------------- |
| Danmark (IFPI)      | Guld          |

| År                                                               | Titel                         | Højeste placering | Højeste placering |
| År                                                               | Titel                         | Danmark           |                   |
| ---------------------------------------------------------------- | ----------------------------- | ----------------- | ----------------- |
| 2008                                                             | "Alt det jeg ville have sagt" | 34                |                   |
| 2008                                                             | "Jeg vil"                     | 26                |                   |
| 2009                                                             | "Baby, jeg savner dig"        | —                 |                   |
| "—" markerer en udgivelse der ikke opnåede en hitlisteplacering. |                               |                   |                   |